# Stonewall-rellen

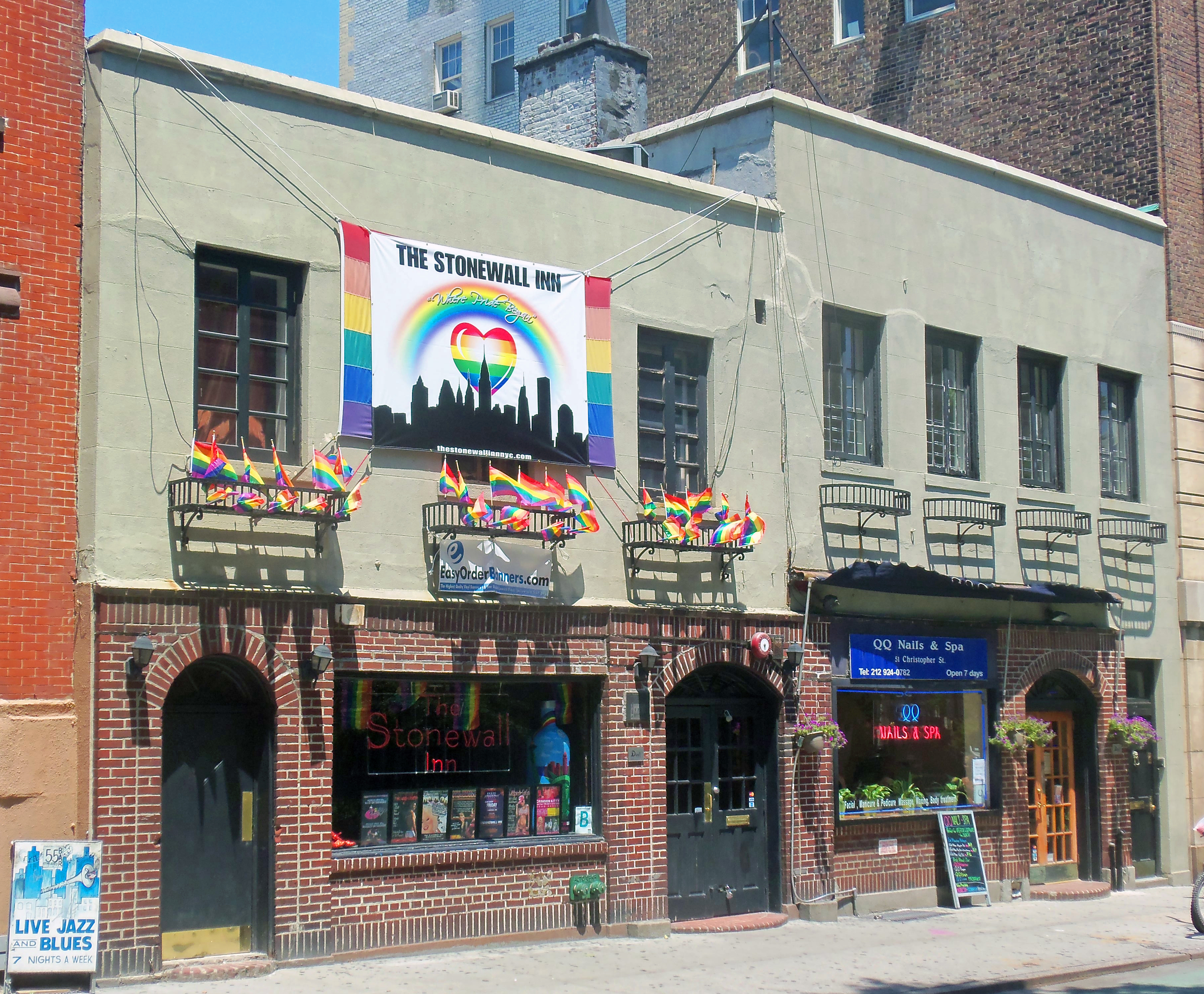
Homobar Stonewall Inn in New York in 2012

De Stonewall-rellen vonden eind juni 1969 plaats in de wijk Greenwich Village in New York bij de ontruiming van de homobar Stonewall Inn door de Metropolitan Police. Na jaren van treiterijen en geweldplegingen door de politie besloot het bezoekende publiek van mensen binnen de lgbt-gemeenschap terug te vechten.
Deze opstand vormt een scheidslijn in de geschiedenis van de holebi-beweging. Nooit eerder boden homo's en travestieten in de Verenigde Staten in zulke grote aantallen hardhandig weerstand tegen de op hun gemeenschap gerichte vernederingen door de politie.
De optochten die ter herdenking van deze rellen gehouden werden kregen als Gay Pride Parades wereldwijd navolging en in de VS werd juni de Pride-maand. In 2013 noemde president Barack Obama Stonewall in zijn inaugurale toespraak als een van de belangrijke momenten in de strijd voor gelijke rechten.

## De rellen

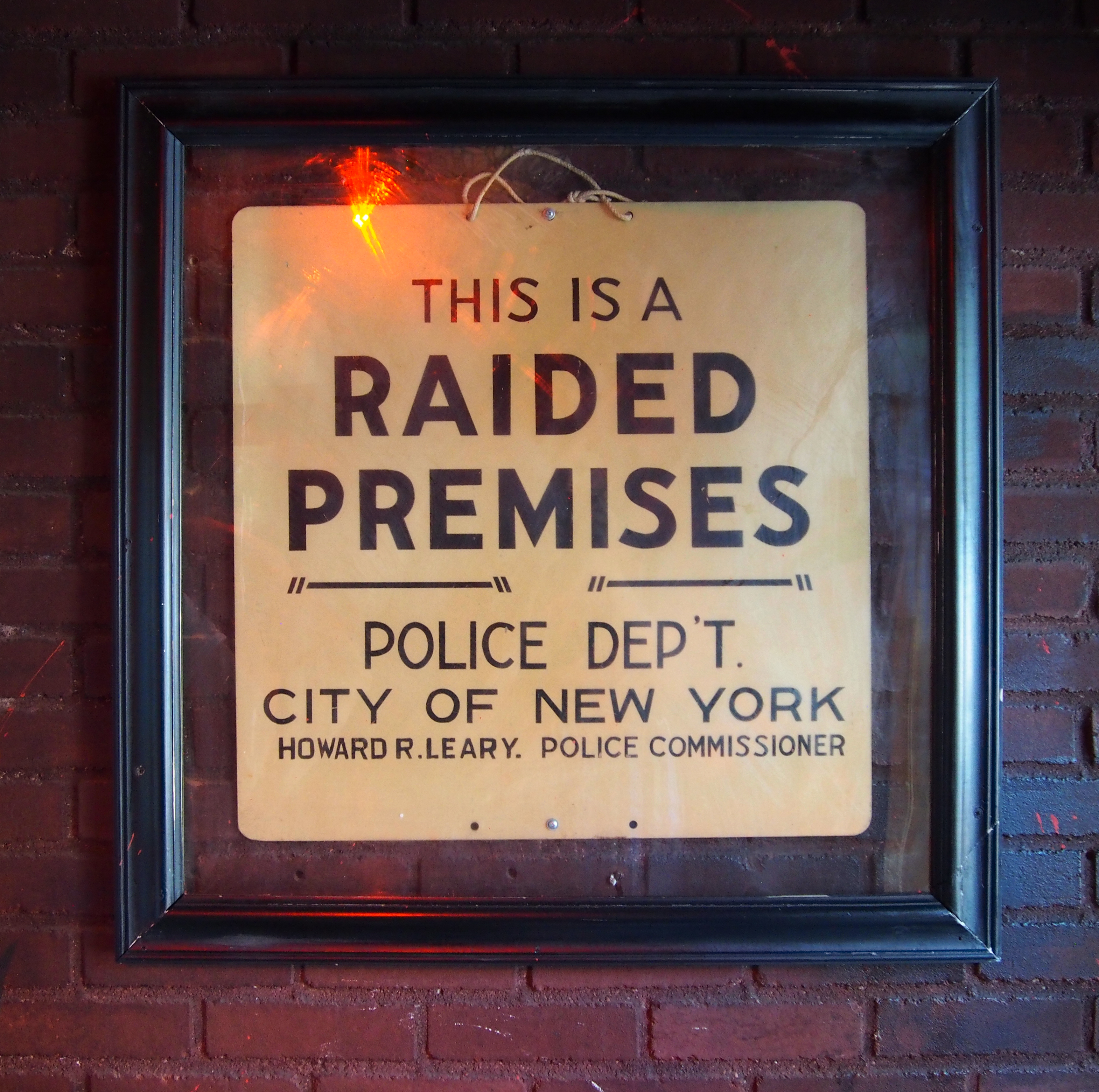
Bordje om aan te geven dat een politie-inval had plaatsgevonden. Exemplaar dat in de Stonewall Inn hangt

Zaterdagmorgen 28 juni 1969 viel de politie binnen in de Stonewall Inn, een homobar in Greenwich Village. Een aantal factoren maakte deze inval anders dan vorige invallen. Zo had politiepersoneel van het zesde district de uitbaters van de Stonewall Inn getipt. Daarnaast vonden de invallen doorgaans vrij vroeg op de avond plaats, zodat de zaak weer normaal draaide tijdens de piekuren ’s nachts. Om 1.20 uur, veel later dan bij de gewoonlijke invallen, betraden zes tot acht agenten uit het eerste district, waarvan slechts een in uniform, de bar, waar al undercoveragenten aanwezig waren.
Het merendeel van de ongeveer 200 klanten zou niet worden gearresteerd aangezien alleen de personen zonder identiteitsbewijs, diegenen die gekleed waren in de kledij van het andere geslacht en sommige of alle werknemers het doel waren. Nadat de lichten aangingen en de muziek was gestopt, moesten alle aanwezigen bij het verlaten van de zaak hun identiteitsbewijs laten zien. Eenmaal buiten was de sfeer aanvankelijk nog feestelijk en vrolijk.

### Aanvang
Details over hoe de rellen precies begonnen variëren. Aanwezig waren in elk geval de twee zwarte travestieten Zazu Nova en Marsha P. Johnson, waarbij de laatste waarschijnlijk als eerste een shotjesglas of een fles naar de politie gooide. Later vertelde ook Sylvia Rivera bij het ontstaan van de rellen betrokken te zijn geweest, maar haar bewering lijkt niet erg betrouwbaar. Wel werd Rivera begin 1970 actief betrokken bij de Gay Activists Alliance (GAA) en zette zich sindsdien in voor transpersonen en dakloze jongeren.
Binnen in de bar vielen politieagenten ook enkele lesbische bezoekers lastig en een jonge witte lesbische vrouw in mannenkleding werd geboeid naar een politiewagen gebracht. Ze verzette zich tegen haar ruwe behandeling en eenmaal in de politiewagen vluchtte ze weg, maar werd gepakt en weer terug in de auto gezet. Anders dan vaak gedacht, was dit niet de lesbienne Stormé DeLarverie, die ouder en half Afro-Amerikaans was.

### Escalatie
Door de scene met de lesbische vrouw sloeg ook buiten de stemming om en begonnen mensen eerst kleingeld en vervolgens flessen en stenen naar de politie te gooien. De agenten werden in het defensief gedwongen en trokken zich terug in de Stonewall Inn, waar ze aanwezige bezoekers grepen en sloegen. Ook de heteroseksuele folkzanger Dave Van Ronk, die bij het pand aanwezig was, werd vastgegrepen door de politie, de bar binnengetrokken en in elkaar geslagen. De menigte viel onophoudelijk aan. Sommigen poogden het pand in brand te steken, anderen gebruikten een parkeermeter als stormram om de politieagenten naar buiten te krijgen.

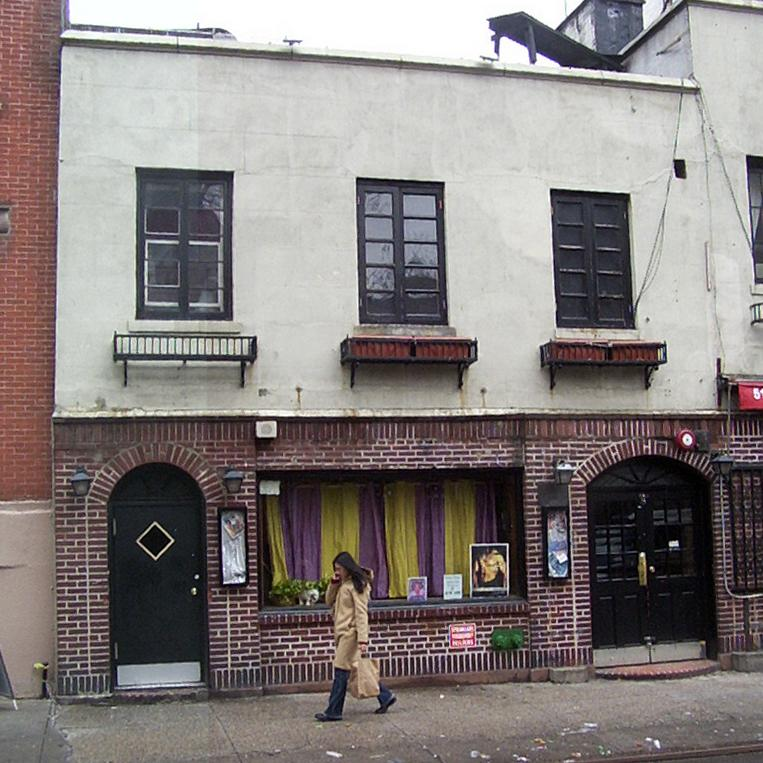
De Stonewall Inn in januari 2003

Het nieuws van de rel verspreidde zich snel door de buurt en vele bewoners en klanten van nabijgelegen bars haastten zich naar het schouwspel. Om de agenten in de bar te ontzetten kwam er versterking in de vorm van de Tactical Patrol Force (TPF) die gespecialiseerd was in het neerslaan van anti-Vietnam-manifestaties. Ook deze eenheid slaagde er niet in de menigte te verspreiden en de demonstranten bekogelden hen eveneens met stenen en andere projectielen, ondertussen Gay Power! scanderend.
Uiteindelijk doofden de rellen uit en rond 4.00 uur waren de straten weer grotendeels leeggemaakt. Er werden 13 mensen gearresteerd. Vier politiemannen en een onbekend aantal demonstranten raakten gewond. Ten minste twee relschoppers werden ernstig in elkaar geslagen door de politie.

### Na afloop
Schattingen van het aantal aanwezigen tijdens deze eerste nacht lopen uiteen van rond de 400 toen de bargasten naar buiten kwamen, tot tussen de 1500 en 2000 op het moment dat de oproerpolitie arriveerde. In 1969 had de West Village-buurt nog beduidend meer blanke bewoners dan later het geval was en de mensenmassa in Christopher Street bestond dan ook voornamelijk uit jonge blanke mannen. Onder hen waren homoseksuele straatjongeren die vaak een meer of minder feminien voorkomen hadden.
Mogelijk mede doordat er flyers verspreid waren kwamen er de volgende nacht nog meer demonstranten op de been dan tijdens de eerste nacht. Het werd ook gewelddadiger en er werden in brand gestoken afvalbakken naar de politie gegooid, die op zijn beurt traangas inzette. De schermutselingen duurden tot vier uur in de ochtend. Op woensdagavond, vijf dagen na de inval in de Stonewall Inn, waren er voor de derde maal rellen waarbij weer veel schade werd aangericht door de ongeveer duizend mensen die zich bij de bar verzameld hadden.

## Betekenis voor de homo-emancipatie

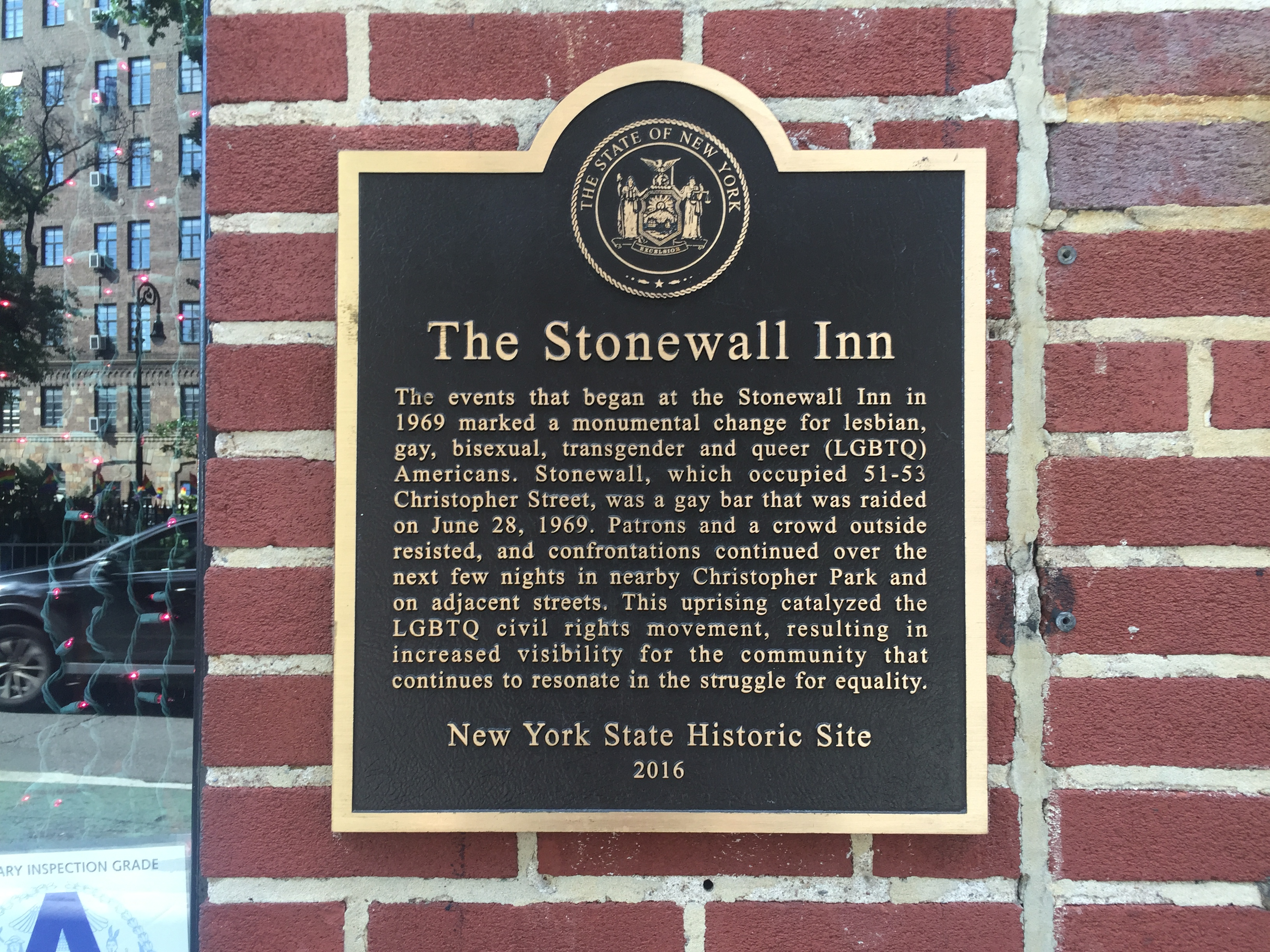
Gedenkplaat

De Stonewall-rellen waren niet het begin van de homo-emancipatie. Eerder waren er al organisaties, zoals de in 1950 opgerichte Mattachine Society die op vreedzame en fatsoenlijke wijze pleitten om homoseksuelen als normale burgers te erkennen. De afdeling New York van de Mattachine Society organiseerde bijvoorbeeld in 1966 een sip-in in de Julius Bar als uiting van hun recht om in openbare ruimtes bijeen te komen.
Ook waren er eerdere politie-invallen in homobars die tot gewelddadig protest hadden geleid, zoals in 1966 bij Compton's Cafeteria in San Francisco en in 1967 bij de Black Cat bar in Los Angeles. Deze rellen werden niet herdacht, wat met de Stonewall-rellen wel het geval zou zijn. Een reden daarvoor is dat in de late jaren 1960 de homobeweging onder invloed van de Black Power-beweging, de tweede golf van het feminisme en de protesten tegen de Vietnamoorlog radicaler werd. De nieuwe generatie activisten vond de activiteiten van hun voorgangers te conservatief waardoor deze in vergetelheid raakten.
Na de Stonewall-rellen gingen homo-activisten op luide en provocerende toon een eigen plek in de maatschappij opeisen. Aanvankelijk gebeurde dat via het Gay Liberation Front (GLF) dat al in juli 1969 werd opgericht. Hoewel deze organisatie het maar een paar jaar volhield, had ze grote invloed. Actiepunten van het GLF waren onder meer seksuele bevrijding, vrijstelling van militaire dienst, reproductieve rechten voor vrouwen, de vrijheid om drugs te gebruiken en economische vrijheid. Voor het punt van antiracisme werd een alliantie aangegaan met de Black Panthers. Nog datzelfde jaar ontstonden er afdelingen van het GLF in andere Amerikaanse steden en op universiteiten. Naar het voorbeeld van het GLF ontstonden andere activistische organisaties zoals de Gay Activists Alliance (GAA) en de radicale lesbische groep Lavender Menace.

### Gay Pride Parades
Tijdens een bijeenkomst in november 1969 besloten plaatselijke activisten, waaronder Brenda Howard, om de Stonewall-rellen als een nationale gebeurtenis te herdenken onder de naam Christopher Street Liberation Day. Ze zochten aansluiting bij groepen in Chicago en Los Angeles die instemden met een herdenking van wat in New York was gebeurd, mede omdat het een van de weinige daden van homoverzet was geweest die landelijke media-aandacht had gekregen.
Aldus vond exact een jaar na de Stonewall-rellen, op 28 juni 1970, zowel in New York als in Chicago en Los Angeles de eerste Christopher Street Liberation Day plaats. In New York was het een demonstratieve optocht van Greenwich Village naar het Central Park, waar tussen de 3.000 en 15.000 mensen aan deelnamen. De centrale boodschap was We're here. We're queer, get used to it. Het nieuwe waren niet de Stonewall-rellen zelf, maar het feit dat ze op nationale schaal herdacht werden, wat mogelijk was geworden door de homo-organisaties die eerder in de jaren 1960 ontstaan waren.
Het succes van de herdenking kwam mede door de vorm: in plaats van een sombere bijeenkomst bood een vrolijke parade de mogelijkheid dat een breed scala aan mensen kon deelnemen en er een positief gevoel aan kon overhouden. De parade was een viering van verschillen en bedoeld om de publieke opinie te veranderen - dit in tegenstelling tot vroegere demonstraties die de overheid opriepen tot gelijke behandeling. De eerste parades kregen navolging in andere Amerikaanse steden en in 1971 ook in Londen, Parijs, West-Berlijn en Stockholm. Tegenwoordig vinden wereldwijd Gay Pride Parades plaats die teruggrijpen op deze eerste demonstratie.
In Nederland wilde homobelangenorganisatie COC aanvankelijk geen grote demonstratie organiseren. Pas nadat jongere activisten de koers van de organisatie hadden bijgesteld kon op 25 juni 1977 in Amsterdam de eerste Internationale homobevrijdings- en solidariteitsdag plaatsvinden. Sinds 1979 staat dit evenement bekend als de Roze Zaterdag, die net als de Stonewall-rellen elk jaar eind juni gehouden wordt.
In België vond de eerste homodag plaats op 18 maart 1978 in Gent, georganiseerd door de links-feministische groep De Rooie Vlinder. De volgende internationale homodag was op 5 mei 1979 in Antwerpen en werd sindsdien ook als een Roze Zaterdag in wisselende steden gehouden. Vanaf 1996 is het evenement op de tweede zaterdag van mei in Brussel en heet sinds 2010 The Belgian Pride.

## Film
In 2015 maakte regisseur Roland Emmerich de film Stonewall. Na het verschijnen van de trailer kwam er veel kritiek op het feit dat de hoofdrol gespeeld werd door een blank personage. Critici spraken van whitewashing en hekelden dat niet goed uit de verf kwam welke rol Afro-Amerikanen en travestieten bij de rellen hadden gespeeld. De film Stonewall is in de Benelux niet in de bioscoop te zien geweest.